# 道姫
道姫（みちひめ、? - 万治1年8月23日（1658年9月14日）は、江戸時代前期の女性。准大臣広橋兼賢の娘。福井藩主松平忠昌の継室。慶寿院。

## 生涯
年未詳、北庄へ入輿。
寛永13年5月7日（1636年6月10日）、福井において万千代丸（のちの福井藩主松平光通）を出産。
寛永14年9月21日（1637年11月7日）、福井において千姫（のちの長州藩主毛利綱広の正室）を出産。
夫の忠昌死去の翌年、正保3年8月22日（1646年10月1日）に万姫、千姫を同道し福井を発輿、江戸出府。
万治1年8月17日（1658年9月14日）、福井藩霊巌島屋敷において死去、小石川伝通院へ葬送。のちに高野山大徳院へ位牌を安置し、石塔を建立。増上寺にも位牌を置く。